# Ilustrowany Tygodnik Rozrywkowy

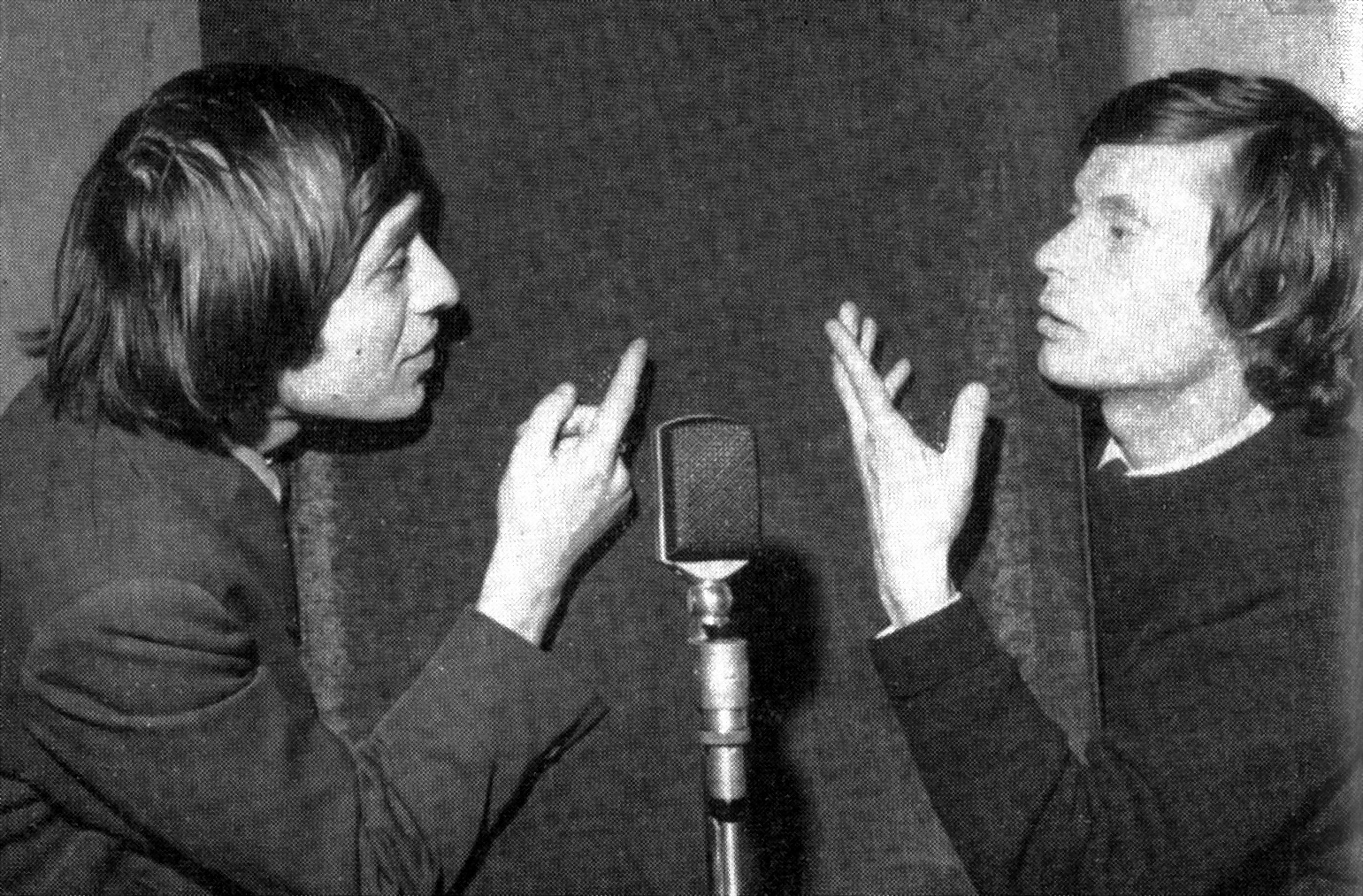
Jonasz Kofta ze Stefanem Friedmannem podczas nagrywania audycji

Ilustrowany Tygodnik Rozrywkowy – radiowy autorski magazyn satyryczny emitowany na antenie Programu III Polskiego Radia od 1970 roku. Przerodził się w Ilustrowany Magazyn Autorów w 1974 roku. Reżyseria: Jerzy Markuszewski. Prowadzenie: Jacek Janczarski i Adam Kreczmar.

## Kształt audycji
Pierwszy odcinek ITR, trwający 1,5 godziny, wyemitowano 25 grudnia 1970, kolejne pojawiały się w piątki o godz. 20.25, a po pewnym czasie również w niedziele o godz. 10.00. W magazynie, przeplatanym komentarzem i dialogami Janczarskiego i Kreczmara z częstym włączaniem się Markuszewskiego, prezentowane były rozmaite autorskie "rubryki".
Wśród tych rubryk były m.in. Dialogi na cztery nogi, Fachowcy (Jonasz Kofta i Stefan Friedmann), Rodzina Poszepszyńskich (Jacek Janczarski i Maciej Zembaty); wykłady "O wyższości świąt Wielkiej Nocy nad Świętami Bożego Narodzenia" wygłaszane przez profesora Katedry Mniemanologii Stosowanej (Jan Tadeusz Stanisławski), słuchowiska Marii Czubaszek (współpracującej z audycją od grudnia 1971) z serii "Z wizytą u Kazia", w których brali udział Jerzy Dobrowolski (pan Jurek), Irena Kwiatkowska (ciotka) i Wojciech Pokora (Kazio) i Jolanta Zykun (panna Jola), a także dwukrotnie Bohdan Łazuka (Boguś, syjamski brat Kazia); reżyserował Jerzy Dobrowolski, Samouczek (Jerzy Kordowicz, Marek Dalba i Grzegorz Wasowski), dialogi M. Czubaszek Serwus, jestem nerwus i Dzień dobry, jestem z "Kobry"! (J. Dobrowolski, W. Pokora i B. Łazuka), Magazynek kabaretu Elita, mikrosłuchowiska Marcina Wolskiego, rozmowy Teresy Kłys z małymi dziećmi (Świat w oczach dziecka). 
W ITR prezentowane były także piosenki, m.in. Serce Słowianki, Córka grabarza, piosenki które wykonywała Gaja (czyli Jadwiga Kofta, żona Jonasza Kofty; piosenkę "Boże, daj Elizie szczęścia łut" śpiewała Eliza Czerwińska), piosenki Edwarda Stachury i Jerzego Satanowskiego.

### Pierwszy odcinek
- Wiadomości z kraju i ze świata (J. Janczarski, A. Kreczmar)
- Korespondencja własna z Oslo (Jacek Maria Hohensee)
- Wykład z mniemanologii stosowanej pt. "Obraźliwość motorem wszelkiego postępu" (J.T. Stanisławski)
- powieść w odcinkach pt. "Saga rodu MC Owieckich"
- dział kulturalny
- felieton sportowy (Marcin Wolski)
- dział rozrywek umysłowych, z rubryką "Dialogi na cztery nogi" (J. Kofta, S. Friedmann)
- piosenki, m.in.:
  - Ptaszkowie niebiescy (sł. A. Kreczmar, muz. J.A. Marek)
  - Jakoś leci (wyk. Marian Opania, sł. J. Janczarski, muz. J. Derfel)
  - Żołnierz na warcie nie tańczy walca (wyk. Jerzy Połomski, sł. Kreczmar, muz. Marek)[2]